# 海部城
海部城（かいふじょう）は、徳島県海部郡海陽町にあった日本の城。別名は鞆城。海陽町指定史跡。

## 概要
永禄年間（1558年 - 1570年）に海部友光によって築かれたとされる。
元亀2年（1571年）、長宗我部元親の弟である島親益の船が突風を避けるために海部城下の入江に入った。その為、当時の海部城主であった海部友光は親益の船を襲って親益を殺してしまう。
天正5年（1577年）、弟を殺され激怒した元親が海部城を攻略する。
江戸時代に入ると、蜂須賀家政が阿波国の領主となり、阿波九城となったが、一国一城令により寛永15年（1638年）廃城となる。
その後は海部郡の代役所が置かれ、文化4年（1807年）に現在の美波町に移されるまで繁栄した。